# ヒカリ (アニメポケットモンスター)
ヒカリは、任天堂のゲームソフト『ポケットモンスター』シリーズを原作とするアニメ『ポケットモンスター』シリーズに登場する架空の人物。声優は豊口めぐみ。

## プロフィール
- 出身地：シンオウ地方・フタバタウン
- 職業：ポケモンコーディネーター
- 年齢：10歳
- 登場時期[3]：DP・BW2・MV・PM2
- 主な経歴
  - ポケモンなりきり大会:予選敗退
  - ヨスガシティ・ポケモンタッグバトル大会:準優勝
  - ヨスガコレクション:優勝
  - ミクリカップ:優勝
  - ポケモンピンポン・タツナミ大会:ベスト4
  - カゴメタウン・ポケモンワールドトーナメントジュニアカップ：ベスト8
- グランドフェスティバルでの戦績
  - シンオウ:準優勝

## 各言語版での名前
- 英語：Dawn
- フランス語：Aurore
- スペイン語：Maya
- ドイツ語：Lucia
- イタリア語：Lucinda
- 朝鮮語：나빛나（ナ・ビンナ/ナ・ビッナ)
- 中国語
  - 普通話：小光（拼音：xiǎoguāng、注音符号：ㄒㄧㄠㄍㄨㄤ）
  - 広東語(香港)：小光（拼音：siu2 gwong1）

## 人物
DPのヒロイン兼もう1人の主人公。OPの前に表示される字幕にも「今、サトシとヒカリとポケモン達の出会いと冒険と戦いの物語が始まる!」となっていた。なお、遅れネット局で放送されたDP2、3話では「今、ヒカリとポケモン達の出会いと冒険と戦いの物語が始まる!」とサトシの名前が出ておらず、DP4話から追加されている。
あくまでDPのもう1人の主人公であり、シリーズ全体を通して登場しているわけではないため、サトシやピカチュウに並ぶメインキャラクターではない。その反面ヒカリ自身にメインスポットが当てられる回は多く、サトシのみならず彼女の成長をも感じさせる場面も、作品の中で随所に描かれている。容姿のモデルはゲーム『ポケットモンスター ダイヤモンド・パール』の女主人公である。
母親のアヤコと二人暮らしで兄弟はなく、父親は不明。一人称は基本的に「あたし」だが、「わたし」と言うことも稀にある。身長はサトシと同じ程度である。
サトシとは、ダメージを受けていたピカチュウを保護したことから知り合った。ヒカリもカスミやハルカと同様に自転車を壊されているが、ヒカリの場合は彼女がピカチュウを野生のポケモンだと間違え、捕獲しようとポッチャマに攻撃を仕掛けさせ、反撃したピカチュウの電撃により自転車を壊されている。

### 性格・特徴
明るく活発な性格だが、負けず嫌いで思ったことを口にしてしまう猪突猛進タイプ。
ストーリー序盤から荒々しい言動・行動が見受けられ、通常のバトルも積極的に行っており、前作のヒロインであるハルカとは対照的な面が多い。突っ込み気質であり、他のキャラクターをたしなめる描写が多い。その一方、落ち着きがなくドジな面も見られるなど、歴代のヒロインの中でサトシに最も近い。
口調はやや子供っぽさが残っており、ハルカやカスミに比べると饒舌である。時折、相手の反応によってはその相手に対し、皮肉を言ったりからかったりするなど砕けた一面もある。また、これら以外にも恋愛には疎く大雑把な所、ポケモンの危機に飛び込んで救う場面が他の人物に比べ多い所、咄嗟の機転に優れるといった面や境遇など、サトシに似たところも多い。
身体能力は高いようであるが、DP156話ではサトシより先に疲労し、BW89話ではアイリスの運動神経に驚くなど、他のレギュラーメンバーよりも劣る模様。
強気な性格ではあるが、繊細な面も強く何かと気にしすぎたり、悩みや迷いを長期間抱えこみ思いつめるなどの一面も持ち、涙ぐむ場面も比較的多い。また、感情が高ぶった時やパニックに陥った際など、気持ちに余裕が無いときは自分のことで手一杯になりやすく、周りやポケモン達の様子などが見えなくなることもある。これらのことから仲間を心配させることが多々あり、サトシやタケシ、ノゾミやポケモン達に励まされることも多い一方、要所で周囲への思いやりも見せており、トレーナーとしての責任感も強い。
極度に鈍感なサトシとは違い恋愛の概念などについては基本的に理解しているが、他人の恋愛模様についてタケシなどの他人に指摘されることで初めて恋だということに気づく場合が多いなど、そういったことには自らよく気づくカスミやハルカに比べ鈍感であり、恋愛に疎い。恋愛面以外でもポケモンを含む他人の気持ちには少々鈍感、ミニワンピースを着用していてもしばしば胡座をかく、ポッチャマと取っ組み合うように軽い喧嘩をする、コンテストのヨスガ大会にて予選落ちした際、慰めてくれた仲間やポケモンに感情を抑えられず当たってしまうなど、全体的に少々子どもっぽいものの、年上や目上の相手には礼儀正しく、他人に迷惑をかけた場合には反省するなど、サトシたち同様に最低限の常識は持ち合わせている。
「大丈夫」が口癖だが、母のアヤコによると「大丈夫」と言う時が1番大丈夫ではないようで、適当に言うことが多いため、サトシからも当てにされていない。また、本当に大丈夫でない時は自分で「だいじょばない」（「大丈夫じゃない」の意）と言うこともある。多くはないが、確信を持って「大丈夫」と言うこともあり、その場合はやろうとしていることが本当に上手くいくこともある。この口癖は幼い頃からのもので、幼馴染みのユモミ（声 - 渡辺明乃）の口癖でもある模様。「ちーがーいーまーすぅー!」など、言葉を強調する時に一字一字を伸ばすことも度々ある。タケシが女性にアタックしてグレッグルにどくづきされてからすぐに立ち直ることに対しての「復活早っ!」という台詞も劇場版を含め度々使用している。
ケンゴやユモミからは「ピカリ」というあだ名で呼ばれることがあるが、ヒカリ自身はこのあだ名を嫌がっている。サトシはその由来を知りたがっていたが、ヒカリはサトシとタケシには知られたくないようで必死に隠し続けていた。しかし、いつかは話そうと思っていたとのことで、DP161話「開幕!ポケモンコンテスト・アサツキ大会!!」にて明かされた。ポケモンコンテストやバトルの前後にサトシとハイタッチすることがあり、1度ハルカともハイタッチしている。
別世界のヒカリはお嬢様風の口調で話す。

### 嗜好
おしゃれが大好きで、特に自身の長い髪の毛をとても大事にしており、毎日入念な手入れを欠かさないなど女の子らしい一面も持つ。旅立つ際に様々な種類の服やアクセサリー、エクステンションなどをトランク一杯に持って行こうとしたり、常備している手鏡で度々手入れした髪の毛の具合を見てはポーズを決めて満足したり、テレビなどに映ることがある際にも即座に手鏡を取り出し、身なりを確認したり髪を整えなおしたりするなど、身だしなみには相当気を使っている。普段はワンピース、膝丈の黒いオーバーニーソックスとピンクのブーツを着用。ポケモンコンテストでは基本的にドレスをアレンジした服を着用し、髪型もポニーテールやツインテールなどといった具合にほぼ毎回変えている。サトシのジム戦を応援する際は、自分のポケモンも含めてチアリーダーの衣装を着用することもある。DP125話からDP129話までは、寒いキッサキシティ周辺を旅するために、アヤコが荷物として送った赤いコート、白いニーハイソックスと白いマフラーと普段とは別のピンクのブーツを着用している。
アニメ公式サイトやポケモンスクープなど、各種公式の紹介文では「料理は苦手」とされているが、アヤコの手伝いでよく作っていたポフィンやタケシに作り方を教わりホットケーキは上手に作ることができる。同じく公式サイトの紹介文には「甘いものが好き」とも記述されているが、劇中では今のところ甘いものに関する目立った描写はなく、DP41話でノゾミが怪我をしていた際にリュックから薬を出そうとして、お菓子とジュースしか入っていなかったというシーンがあるくらいである。ポケモン川柳好きの一面を持ち、オーキド博士を「ポケモン川柳の人」と称し、「川柳の人」と呼ぶことが多く、「オーキド博士」と呼ぶことの方が少ない。孫のシゲルも「川柳の人のお孫さん」と呼び、シゲルに一句詠んで欲しいと頼んでシゲルに驚かれたり、オーキド博士やシゲルの台詞の語感が川柳に近い場合は「川柳になってるー!」と感激するほどである。
ポフィンやシンオウ・ナウなど、シンオウ地方では定番であることでもサトシやタケシは知らないことが多いため、特にサトシにシンオウならではのことを説明する場面が時折見られる。「ポケキャン」という雑誌を購読しており、四天王やポケモンスタイリストなど、コンテスト関連外の有名人についてもある程度知っている。

### 対人関係
サトシとは全体的に似ている面が多々あり、互いに気が合う所も多いようで仲が良い。サトシの言動に呆れたり突っ込んだりすること自体はしばしばあるが、互いに全体的に子どもっぽいこともあり、カスミ、ハルカ、アイリスと違いサトシを「子供」扱いすることは少なく、サトシを褒める場面の方が比較的多めである。また、一部のOPなども含めコンビ性が強調されており、共に特訓をする場面や、応援し合う場面、バトルなど様々な事柄で協力し合う場面なども非常に多い。普段の会話は落ち着いているが、両者とも負けず嫌いで譲らないところは譲らない頑固な性格のため、意見が食い違って言い争いをしたり、張り合うことも度々ある。
タケシの事は基本的に頼りにしているが、年上の綺麗な女性に目がない一面には呆れており、グレッグルの代わりに制止した事もある。
幼馴染かつライバルであるケンゴに対しては基本的には親しくしつつも、以前から何かとからかわれることが多く、自らバトルを申し込んだり、度々挑発したり、ポケッチの新アプリを自慢したりと、それなりに対抗意識を持っている様子も見受けられる。
シンジとはDP16話にて、以前に会っていたにもかかわらず「お前、誰?」「覚えてない」という態度に激怒して以来、彼と接する際にも何かとむきになることが多い。シンジの言動に怒って物申したり批判したり、呆れたりすることが度々あるが、彼の実力自体は認めている。
ハルカのことは以前から知っていたようで、当初は「ホウエンの舞姫」と尊敬していたが、後にレストランで料理を奪われて怒りに燃えている姿を見てヒカリの中の舞姫のイメージが崩れていった。最初は「ハルカさん」と呼んでいたが「ハルカでいいわよ」で言われた後は「ハルカ」と呼ぶようになっている。
イッシュ地方でサトシと再会した際に対面したアイリスとデントの事は会う前から話を聞いて知っており、アイリスとはすぐに意気投合し一緒に遊んだり、サトシをからかったりしている。またデントの料理の腕には感心する一方でテイスティングタイムを披露した際には普段の彼とのギャップにかなり困惑しており、アイリス同様に「面倒くさい」と呆れ気味に評したり、似たような一面を持つタケシと比較したこともある。

## 略歴
母のアヤコがトップコーディネーターだったため、母のような立派なトップコーディネーターになりたいと思い、グランドフェスティバル出場を目指して旅立つ。サトシ・タケシとは、ロケット団に追われていたサトシのピカチュウを保護したことをきっかけに知り合い、ヒカリの提案で一緒に旅をすることとなった。
サトシやハルカとは違い、旅立つ前から野生ポケモンの捕まえ方やタイプによる相性の良し悪しなど、ポケモンについて多少の心得は身につけていた。シンオウ四天王のゴヨウに「もっと強くなれる」と評され、ジム戦にも1度だけではあるが挑戦した。しかし、あくまでコンテストを中心にポケモンを育てていたため、コーディネーターとしての実力に比べトレーナーとして未熟な部分も多く、ゲットしたばかりの頃のブイゼルや進化したばかりのイノムー→マンムーが言うことを聞かなかった事もある。
ポケモンコンテストでは、ソノオ大会で初優勝を果たす。しかし、その事で天狗になってしまったことが災いして技をきれいに魅せることにばかり意識を取られ、主役であるはずのポケモンを魅せることを忘れてしまう。結果、その後出場したヨスガ大会とズイ大会では一次審査を突破することが出来ず、その原因をノゾミに指摘されてからも解決策を見出せずにいた。その後憧れていたミクリカップに出場することを決めるが、二大会連続で一次審査を突破出来なかったことで自信を持てずにいた。しかし、ミクリからの助言や、ミクリカップのためにジョウトからやって来たハルカやノゾミたちに励まされ、徐々に自信を取り戻していく。一次審査を突破したことでスランプを脱出し、その勢いのまま決勝戦まで進み、極僅差でハルカを破り優勝を果たす。以降はさらに自信を付けていき、敗れることはあってもめげずに精進していくようになった。
DP162話までに5つのリボンを獲得し、シンオウグランドフェスティバル出場資格を得た。
シンオウグランドフェスティバルでは1回戦でウララのガバイトとブースターの猛攻に苦戦を強いられるも、時間切れ寸前の窮地で「氷のシャンデリア」を完成させ逆転勝利し、さらに準決勝でムサリーナ（ムサシ）にも勝利しファイナルまで勝ち進む。念願のファイナルでのノゾミとの対決を迎え、ニャルマー、エルレイドのコンビに対してポッチャマ、トゲキッスで挑み、最後に追いついたものの、ラストの合体技同士の攻防で僅差で敗退。準優勝となった。大会後、ノゾミにキッサキシティでスズナが開いてくれる祝勝会に誘われるも、サトシのシンオウリーグを見届ける為に断っている。
グランドフェスティバルも終わり今後の進むべき道に迷っているヒカリに対し、幼馴染でヒカリに好意を抱いているケンゴから「一緒に旅をしよう」と誘われるが、ミカンからアドバイスをされたこともあり、悩んだ末に手紙で「これからのことだけど、サトシのリーグ戦を見届けて、その後で考える。その答えは自分だけで出すつもり」と伝え、誘いを断った。
サトシのシンオウリーグが終わると、故郷であるフタバタウンに戻ることとなった。サトシ達と共にカントー地方に行く意思を見せるものの、その直後にミミロルがモデルにスカウトされたことを知り断念。サトシ、タケシとフタバタウンの港で別れを告げた。
サトシとタケシと別れた後はフタバタウンの実家でしばらく過ごしていたが、母・アヤコとの対決を経て、ポケモンコンテストの発祥地であるホウエン地方への旅立ちを決意する。その時にどのポケモンを連れて行くか迷ったが、ナナカマド研究所で新人トレーナー・シンコ（声 - 下屋則子）と共に逃げ出したポッチャマ、ヒコザルを探す騒動を解決したのを機に、手持ちのポケモン全員を連れて行くことを決めてホウエン地方へと旅立った。その他、DP特別編には一緒に旅をした仲間として、サトシ、ヒカリと共に3人で写っている写真もタケシの部屋に飾られている場面がある。
それからしばらくして、シロナがポケモンワールドトーナメントジュニアカップに出場する事を聞いて便乗してイッシュ地方へ上陸。イッシュに来てからはライモンシティでポケモンミュージカルやカミツレのファッションショーを見物した後、サザナミタウンのシロナの別荘に宿泊。そこでサトシと再会し、アイリスとデントを加えた4人で合宿をした。ジュニアカップでは2回戦でアイリスに敗退。ジュニアカップ終了後、ミクリカップに出場する為ジョウト地方へと旅立った。
デコロラアドベンチャーのエンディングではアイリスやケンジと手を繋いでいた他、同作最終回のサトシのイメージシーンではポッチャマと共に登場した。
PM2の74・75話にて久々に再登場。母が出場するコンテスト会場へ向かう途中でキャンプ場を探していたところとコハルと出会う。「大丈夫」という口癖やポッチャマに寝癖を直してもらう点は相変わらず。当初はコハルと衝突しがちだったものの、寝不足で不機嫌なサイドンを共に撃退したことで互いに友情が芽生える。その後、傷ついたクレセリアを助け、偶然サトシと再会。ゴウとコハルは二人に言われるまで知り合いだと知らなかった。
89・90話でも再登場。自分と似た人物が、自身のポッチャマと一緒に、「光のゲート」の向こうへ消えてしまい、サトシに電話をかけた。サトシとゴウは彼女の元へ駆けつけ、この事件を解決した。
105話ではミクリとサトシの会話の中でミクリカップの話になり、回想シーンでハルカと共に再登場。
129話からのワールドチャンピオンシップス決勝戦にコハルと共に駆けつけ、プロジェクト・ミュウに召集されたゴウに替わり、サトシを応援する。

## ヒカリのポケモン
ヒカリはコンテストバトルでの経験から、相手の攻撃を回転しながらよけて反撃に移る独特の戦法を編み出し、ポケモン達に習得させている。BW編ではサトシがその戦法から編み出したカウンターシールドを披露している。

### ポッチャマ
ポッチャマ
- 声 - 小桜エツコ
- 性別：♂
- 持ち物：かわらずのいし
- 登場時期：DP・BW2・OA・MV・PM2

DPのポケモン側のもう一人の主役。DP1話から登場。ヒカリの最初のポケモン。ニャースによる通訳やOVA『ピカチュウたんけんクラブ』『ピカチュウ氷の大冒険』のナレーションによると、一人称は「僕」である。
ナナカマド博士の研究所で初心者トレーナーが来るのを待っていたが、同じ初心者用のポケモンであるヒコザルといざこざを起こし、研究所を飛び出してしまう。その後連れ戻しに来たヒカリに対しては反発していたが、野生のアリアドスに襲われた際にヒカリが自分のことを庇ったことで、アリアドスを撃退してヒカリを助け、お互いに絆が生まれた。
ヒカリのポケモンコンテストデビュー戦となるコトブキ大会では一次審査を突破。ソノオ大会二次審査でムサシやケンゴを破り、ヒカリを初優勝へ導いた。ヨスガ大会でパチリスとともに出場するが、一次審査で敗退してしまう。ミクリカップではカイトのシザリガーやハルカのグレイシアを破り、ヒカリに2度目の優勝に貢献。
DP33話「スキです!ポケモンなりきり大会!!」ではポケモンなりきり大会にも参加。ビードルに仮装し可愛らしい変装振りは好評を博すが、調子に乗ってビードルが使えない「バブルこうせん」を使ってしまい失格となった。
DP67話「ヒカリはじめてのジムバトル!!」ではヒカリの初のジム戦となるトバリジム戦でヒカリが3匹目に使用した。かなりの強さのスモモのルカリオに対し、粘り強く戦うが敗れている。
DP122話「進化!その時ポッチャマは!?」で進化の兆候が見られるが、ポッチャマはヒカリと初めて出会った時の思い出を大切にし、ポッチャマのままでヒカリを守りたいという思いから「がまん」で進化を抑えていた。しかし「がまん」の多用により体力をひどく消耗し倒れる事態に見舞われたため、担ぎ込まれたポケモンセンターのジョーイから貰った「かわらずのいし」によって進化を抑えるようになる。
ヒカリが最も頼りにしている切り札であり、サトシのピカチュウと共に仲間のポケモン達を統率するリーダー的存在でもある。ヒカリのポケモンの中では手持ちに居る期間が最も長いため、ヒカリの言うことを全く聞かなかったイノムーを何とか言うことを聞かせようと後ろから押して動かそうとしたり、先輩らしくしっかりしたところもある。トレーナーであるヒカリの事は大好きで、基本的に指示はきちんと聞くものの、時にヒカリに反発することもある。素直な面もあり、ポケモンコンテストの演技を努力するなど頑張り屋でノリの良い性格。XY編で水族館のポッチャマを見てヒカリのポッチャマを思い出したサトシからは「お調子者だった」と称されていた。また、134話では頑張っているマンムーをピカチュウと共に笑ったため、サトシに叱られた。
芯は強いのだが不器用で、無茶や我慢をしすぎる面があり、やる気が空回りして失敗したり、危険な目に遭ったり、時には無理が祟り倒れることもある。野生のポケモン達の問題を安請け合いしてヒカリに呆れられることもある。また、自分が何かしようがしまいが、困っている相手にはえっへんと胸を張り任せろといわんばかりの威張った態度をとることも多い。マリリン（声 - 後藤麻衣）に一目で「生意気な口元」と言われたり、ポッチャマが他のポケモンに挨拶しても無視されたりすることが多い。また、他のポケモンの失敗した攻撃を真っ先に受けて酷い目にあうことが多い。フカマルが加わってからは主に「りゅうせい」（「りゅうせいぐん」の失敗作で、何故かポッチャマに向かって誘導ミサイルの如くホーミングする様に命中してしまう）で被害に遭っている（無論フカマルに悪気はない）。ポッチャマがはぐれた際にフカマルのりゅうせいで探し当てられることもある。DP164話ではこれに対して自分よりもフカマルの方が擁護され、ヒカリにさえ蔑ろにされた為、耐えかねて家出した。また、ジャンプした時や落下している時に翼をバタバタさせることがある。他のポケモンといざこざを起こすことも多々あり、DP143話からヒカリのポケモンとなったヒノアラシとは折り合いが悪く、お互いのお尻をつついたりしていつも喧嘩している。
BW編ではメロエッタに惚れ、同じくメロエッタに惚れているサトシのミジュマルとの折り合いが悪い。自分がメロエッタに気に入られた際にはミジュマルに意地悪な笑みを浮かべていた。しかし、無人島でのイワークの一件では互いに実力を認め合ったようなフシもあり、BW2第4話ではクリスのクマシュンのポケモンハウスで遊んだりした。別れの際は互いに認め合い、別れを惜しんで涙を流していた。
BW2第6話ではポケモンワールドトーナメントジュニアカップの第1回戦で使用され、ムーランドを倒した。その後、サトシと別れる前の最後のバトルではやる気満々だったが、相手がピカチュウだったので相性の関係で選ばれなかったことにはショックを受けた。
PM2でもヒカリのパートナーとして登場。コハルのイーブイやゴウのエースバーンと早々に打ち解けていた。
ヒカリの最初のポケモンだけにバトルでも出番が多く、ヒカリの心情を最も理解しており、ヒカリが1人で思いつめて弱気になった時などに激励することがある。「ポチャポーチャ」（訳は「大丈夫」が多い）は、ヒカリの口癖に影響されたものと考えられる。「ポチャチャ」の場合は「ヒカリ」や「サトシ」と言っている。PM2では瞳の色は黒一色から青が加わり、原作に似るようになった。
ゲット当初はモンスターボールに入っていることが多く、ポッチャマが全く登場しない話も存在したが、DP66話以降はサトシのピカチュウと同様に、常時モンスターボールから出たまま行動するようになる。モンスターボールから出ている時はヒカリの頭に乗るか抱えられることが多い。これは「もう1人の主人公の最初のポケモン」であることを強調する意味合いがあるようで、映画『ギラティナと氷空の花束 シェイミ』のエンディングでは初めて、クレジットの位置がヒカリの下になっている。テレビシリーズでもDP92話以降は、エンディングでクレジットの位置が常にヒカリの下となっている。
『あしたはきっと』のED映像で主役を飾る。
現在の使用技は「バブルこうせん」、「うずしお」、「ドリルくちばし」、「れいとうビーム」。以前は「がまん」、「つつく」、「ずつき」、「ハイドロポンプ」も使用。「バブルこうせん」はバトルやコンテストのみならず、ヒカリが寝癖を治すためにも役立っている。

### ミミロル
ミミロル
- 声 - 川上とも子（DP9話 - DP100話）→雪野五月（DP103話 - ）
- 性別：♀
- 登場時期：DP・BW2・OA・MV

DP9話から登場。同話でロケット団のメカからピカチュウと一緒に飛ばされた際、ヒカリに助けられたことがきっかけで彼女にゲットされた。
朝の準備の時にグレッグルが投げた野菜を華麗にキャッチして着地するサトシのピカチュウの姿に一目惚れした。その後もピカチュウには頻繁にアピールし、ピカチュウの格好いい姿を見るたびに熱い視線を送り、目を合わせると腰の毛で顔を覆うなど照れた仕草をする。ピカチュウにくっついている時もある。また、ジュンサーのバイクに轢かれそうになったピカチュウを助けたこともある。ミミロルをゲットしようとしたヒカリ達に対してはピカチュウとの恋仲を邪魔するなと言わんばかりに「れいとうビーム」を放ち、一行をまとめて氷漬けにしてしまったこともある。ただしこれはミミロルからの熱烈かつ一方的なアプローチに過ぎず、当のピカチュウは困った反応を見せる事が多く、度が過ぎて怒ってミミロルを泣かせてしまった事もあるが大抵は満更でもない様子。DP第46話ではピカチュウやピンプクと親子のようなほのぼのとしたやり取りも見せた。DP53話ではヒコザルが悪夢を見て飛び起きた時にピカチュウの隣で手をかけて寝ており、55話で食べ過ぎて苦しんでいるピカチュウの腹をさすって看病し、リーシャンの話ではヒカリがデザインしてアヤコが制作したハートをモチーフにしたベストを着せられた際にはピカチュウに褒められるととても嬉しそうにしていたりと、かなり純情で献身的な性格。
一方で彼女の方もフィオネやサトシのミジュマルに好意を持たれた事もある。
おしゃれ好きでもあり、おしゃれをテーマにした話でも活躍。ピカチュウの応援時にたびたびチアガールの服を着ている他、普段から前述のベストを着用することが度々あった。それらを受け、DP最終話にてモデルにスカウトされた。
ポッチャマに比べてバトルでの出番は控えめだが、コンテストバトルの実力は高い。「れいとうビーム」は洞窟の崩れを一時的に抑えたり、階段の補強のためにブイゼルの「みずでっぽう」を凍らせるなど、バトル以外でも様々な状況で役立っている。非常に跳躍力が高く、DP第33話ではロケット団の気球から落ちたピンプクのタマゴを飛び跳ねてキャッチした。
- 使用技は「れいとうビーム」、「とびはねる」、「ピヨピヨパンチ」。

### パチリス
パチリス
- 声 - 西村ちなみ
- 登場時期：DP・BW2・OA・MV

DP19話から登場。その愛くるしい容姿と仕草に一目惚れしたヒカリがゲット。ポケモンコンテストに向けてトレーニングしようとするものの、やんちゃな性格ではしゃぎ回り、ヒカリやサトシとそのポケモン達を翻弄する。そのことからヒカリはパチリスに嫌われていると感じ、育てる自信を失ったことで一度はヒカリの元から逃がされている。その後サトシらに励まされ、再びゲットしようとするヒカリと、ヒカリと同様にその姿に一目惚れしたムサシとの間で争奪戦となり、ロケット団の放った強力な接着剤に捕らわれ身動きの取れなくなったヒカリ達をよそに一度はムサシらロケット団に付いて行くが、その目的はロケット団から接着剤の解除スプレーを奪い取るためについて行っただけだった。ロケット団を「ほうでん」で撃退し、解除スプレーを持ってヒカリ達の元に戻り、改めてヒカリのポケモンとなる。
外見や振る舞いは可愛らしいが、やんちゃですぐに逃げ回る落ち着きのない性格で、逃げ足はピカチュウが追いつけないほど速い。寝るときは尻尾を枕にして寝る。自分で意識しなくてもいきなり放電することが多く、ヒカリがきちんと整えた髪をバサバサに撥ね上げてしまい、自身の長い髪を大切にしている彼女にとっての悩みの種である。ちょっとしたショックでも放電してしまい、それによりヒカリ達を困らせることもある。
コンテストの練習により、本来は自分の周囲を攻撃する技「ほうでん」をまるで「10まんボルト」のように一方向に集中させて発射することも可能になるなど、電気技をうまくコントロールできるようになる。プレッシャーに弱いようで、初めてコンテストに出場した際には緊張でパニックに陥ったが、ヒカリの機転により何とか演技を成功させる。電気の色はピカチュウと違い、水色となっている。
「ピカチュウたんけんクラブ」や「ピカチュウ氷の大冒険」ではナレーションの通訳による一人称が「パチリス」であり、目的地到着の際などに一番となることを喜ぶことや言葉遣いも含めて、幼さが強く出ている。ポフィンをかじる描写が度々見られるなど、ヒカリのポケモンの中でも特にヒカリの作るポフィンが好きなようで、DP114話ではポフィンを台無しにされた時の怒りで「いかりのまえば」を習得したほどである。
レギュラーポケモンとしては、ピカチュウ以外で初めてのでんきタイプであることと、ゲットされてから1度逃がされたのはこのパチリスが初めてであることが特徴的である。ピカチュウからはでんきタイプの後輩としてアドバイスをもらうことがある模様。
- 使用技は「スパーク」、「ほうでん」、「てんしのキッス」、「いかりのまえば」。

### ブイゼル
ブイゼル
- 声 - 古島清孝
- 性別：♂
- 特性：すいすい
- 登場時期：DP・OA・MV

DP34話から登場。野生時代から住処で特訓に励んでおり実力が高く、ゲットされる前にヒカリのポッチャマ、サトシのピカチュウ、ノゾミのニャルマーに対して立て続けに勝利するほどである。
ゲット後、初めはヒカリの言うことを全く聞かず、バトルで技を指示されても勝手に別の技を使っていた。仲間のポケモン達とも馴染もうとせず、タケシのグレッグルと睨み合い、いざこざを起こしかけた。バトルに関して負け知らずで絶対の自信を持っていたが、DP35話「四天王ゴヨウとドータクン!」で四天王・ゴヨウのドータクンに挑んだものの初敗北し、意気消沈してしまう。その後、ゴヨウのアドバイスとロケット団との騒動で、ヒカリもブイゼルも大きく成長し、ブイゼルはヒカリの指示をしっかり聞くようになる。それ以降は仲間のポケモン達とも打ち解けたようで、DP39話「ピカチュウのおるすばん!」では、仲間達と一緒に踊っている。当初はポッチャマと度々言い争いをしたが、いざという時のコンビネーションはよく、旅が進むうちに言い争わなくなる。
慣れないコンテスト演技の練習であってもヒカリの言うことを素直に聞くが、ブイゼル自身は通常のバトルが大好きであり、その強さもあいまって、DP55話で「コンテストより普通のバトルの方がいい」とノゾミに助言され、サトシとの相性も良かったため、サトシのエイパムと交換される。それ以降のことはサトシのポケモン (ダイヤモンド&パール)#ブイゼルを参照。
「ピカチュウたんけんクラブ」のナレーションの通訳によると、一人称が「わたし」で、落ち着いた青年のような言葉遣いをしている。
- ヒカリのポケモンであった頃の使用技は「みずでっぽう」、「ソニックブーム」、「アクアジェット」。

### エテボース
エイパム→エテボース
- 声 - 伊東みやこ→佐藤智恵（進化後）
- 親：サトシ
- 性別：♀
- 登場時期：BF・DP・OA・MV

AG179話から登場。元々はAG182話でサトシにゲットされたサトシのポケモンであったが、コンテストに強い興味と素質があるために、DP12話でノゾミから「ヒカリが育てたら?」と言われ、それがきっかけとなりDP55話でブイゼルと交換された。
DP60話「ズイの遺跡のアンノーン!」で「ダブルアタック」を覚えた後に進化。進化後は2本の尻尾をつなげて縄跳びするように軽くジャンプするのが癖になっている。サトシのポケモンだった頃にバトルを数多く経験しているため、ヒカリからも通常のバトルでも活躍を期待されている。かなり身軽で、バトル以外でそれを生かす場面もある。進化してからDP123話まで、ポケモンコンテストにおける主力ポケモンとして活躍した。
ポケモンコンテスト・ズイ大会に参加するも、一次審査を突破できなかった。その理由はヒカリが技を派手に見せることにこだわりすぎて、「主役はポケモン」であることを忘れていたせいだった。その後、ミクリカップでは反省点を生かし、エテボースで一次審査を突破した。
ヒカリ初のジム戦のトバリジム戦では2番手で登場。相性の悪いアサナンに圧勝するが、ルカリオの「ボーンラッシュ」の一撃にあっさり敗れる。また、ポケモンコンテスト・カンナギ大会では、アヤコの元ライバルでありコーディネーターとして復活したユリに勝負を挑み、ユリのエネコロロに苦戦するも優勝した。ポケモンコンテスト・タツナミ大会では決勝まで進むも、決勝でケンゴのポッタイシに敗れた。
DP124話でポケモンピンポン大会にヒカリと共に出場した際にポケモンピンポンに目覚める。準決勝で敗退したが、ポケモンピンポンのチャンピオンであるオウ（声 - 平川大輔）に強化選手としてスカウトされた。ヒカリは当初困惑したが、かつてのエテボース（当時エイパム）のトレーナーであるサトシと相談した結果、エテボースの新たな道に進みたい気持ちを尊重することに決め、エテボースはオウに預けられて練習場があるクチバシティに旅立った。
- 使用技は「きあいパンチ」、「ダブルアタック」、「スピードスター」、「かげぶんしん」。

### マンムー
ウリムー→イノムー→マンムー
- 声 - 犬山イヌコ（ウリムー・イノムー）→石塚運昇（マンムー）→中村悠一（マンムー・PM2）
- 登場時期：DP・BW2・OA・MV

DP84話から登場。かなりのマイペースかつ食いしん坊で、他人の食べ物にも見境なくありつこうとするほどの食欲の持ち主。そのため、よく他のポケモン達を困らせる。
DP104話でイノムーに進化するが、その時点でヒカリのトレーナーとしてのレベルが追いついておらず、ご褒美としてポフィンを出す時以外はヒカリの言うことを聞かなくなる。DP106話でロケット団とのバトル中にマンムーに進化し、弱点であるポッチャマの「バブルこうせん」や「うずしお」を受けてもビクともしないほど強くなり、タケシのピンプク以上のパワーも得るが、性格が攻撃的になりすぐに暴れるようになる。DP119話で野生のボスゴドラとのバトルで大きなダメージを受けた際、ヒカリとポケモン達に看病されたことから心を開く。捕まえた時は言うことを聞いていたが、進化してから言うことを聞かなくなり、ポケモンとの戦いで大ダメージを喰らい、看病されたことがきっかけで心を開き、言うことを聞くようになるまでの流れはサトシのリザードンとほぼ同様である。
ポケモンピンポンの選手にスカウトされて別れたエテボースに代わるポケモンコンテストにおける主力ポケモンとして活躍しているが、マンムー進化後も食いしん坊は変わらず、ヒカリがまだ少し悩んでしまう面でもある。現在も機嫌が悪くなるとヒカリの言うことを無視することもあるが、基本的にはヒカリを慕い、言うことを聞いている。また、言うことを聞くようになる前から、ヒカリがコンテストに出場する時には客席に座らされている。コンテストの練習をこっそり見ているなど、しだいにコンテストに興味を持つそぶりも見せ始めるものの、当初はそれを指摘されても何度も寝たふりをしてごまかしていた。134話では、練習しているところをポッチャマとピカチュウが笑ったため、怒ってしまった。その後、ポッチャマとピカチュウはサトシに叱られている。
サトシのハヤシガメが偶然身に付けたパワーアップ方法を学び、「こおりのつぶて」を使うことで身につけ、DP146話ではヒカリの案で、5つ目のリボンがかかったスイレン大会の2次審査でコンテストデビューをする。しかし、言う事を聞くようになったとはいえヒカリとの呼吸はまだあまり合っていなかったようで、セミファイナルでムサリーナ（ムサシ）に変装したコジロウのマスキッパになるが、「こおりのつぶて」によるパワーアップ方法の弱点（つぶてを飲み込むまでの間が隙だらけになること）を突かれ挑発され逆に投げ返され、激怒。ヒカリの声が耳に入らなくなり怒りのままに暴走する。そのままマスキッパのペースにはまってしまい、惨敗に終わった。その後、冷静になりヒカリに宥められる。
DP175話のグランドフェスティバルでは、2次審査でパチリスと共にウララのガバイトとブースターと戦い、相手の猛攻を受けつつもパチリスとの合体技「氷のシャンデリア」を制限時間残りわずかという窮地で完成させ、ヒカリを勝利へと導いた。
BW2編ではジュニアカップ2回戦でアイリスのカイリューとバトル。言う事を聞かないカイリュー相手に一気に攻め続けるも、悉く受け止められ「ドラゴンダイブ」の一撃で倒された。また、ヒカリがアイリスとカイリューを過去の自分とマンムーを重ね、カイリューとの仲に困っているアイリスに自信をつけた。
『神と呼ばれし アルセウス』では「げんしのちから」でヒードランを足止めした。
- 使用技は「こおりのつぶて」、「とっしん」、「げんしのちから」、「めざめるパワー」、「こおりのキバ」。進化前は「あなをほる」も使用。

### マグマラシ
ヒノアラシ→マグマラシ
- 声 - 古島清孝
- 登場時期：DP・BW2・MV

DP143話から登場。シンオウ地方で開かれたジョウト地方の物産展である「ジョウトフェスタ」でコトネとバトルして勝利した賞品としてもらったタマゴから生まれた。初登場時にヒカリの顔に向けて背中の炎を燃やした。
まだ生まれたばかりでありながら、サトシのハヤシガメとも互角のバトルを繰り広げるほどの実力を持つ。ヒカリに対して甘えん坊な所を見せる事もあり、彼女になついているようだが、ポッチャマが挨拶した際に1度ならず2度も無視し、それがきっかけでポッチャマとは仲が悪くなり、さらにヒノアラシがヒカリに抱きしめられるなどするたびにポッチャマが嫉妬し、事ある度に喧嘩になる。しかし、発電所の小部屋でシャッターが開かなくなりサトシたちが小部屋に閉じ込められるという出来事の際には、偶然小部屋の外にいたポッチャマとヒノアラシは、サトシたちを助け出そうという気持ちが一致して協力した。マグマラシに進化後は喧嘩することはなくなった。
DP155話の練習において、マンムーの「こおりのつぶて」と「かえんぐるま」の合体技「フレイムアイス」を編み出す。DP162話のアサツキ大会初戦時には未完成であったが、ファイナルの土壇場で完成。逆転の鍵となった。
特別編でアリアドスの大群に襲われそうになった時にマグマラシに進化。進化後に覚えた「ふんか」で、他のポケモンでは太刀打ちできなかったアリアドスを撃退するなど、ヒカリのポケモン中でも屈指の実力を持つ。サトシとの最後のバトルではレベルが上がっており、ピカチュウを圧倒するほどの実力を見せた。
- 使用技は「かえんぐるま」、「えんまく」、「スピードスター」、「ふんか」、「かえんほうしゃ」。

### トゲキッス
トゲキッス
- 声 - 井上喜久子
- 親：サルビア
- 性別：♀
- 登場時期：DP・BW2・MV

DP171話から登場。元はヒカリと瓜二つのサルビア王女（声 - かかずゆみ）のポケモンだが、「グランドフェスティバルに連れて行ってほしい」という願いにより、彼女から譲り受けた。
王族に育てられた為、性格は少々おっとりしていて、物腰も上品。ポッチャマが挨拶しても無視せず友好に接した数少ないポケモンでもあり、ポッチャマをフカマルの「りゅうせいぐん」からかばい、フカマルに丁寧に注意するなど、芯が強く面倒見がいい性格（ヒカリ曰く「お姉様タイプ」）。ポッチャマやピカチュウを背中に乗せて空を飛ぶなど、サービス精神も旺盛。ニャースの通訳によると口調は「ですわ」といった気品のあるお嬢様口調。技を出す際も優雅な動作を入れるので技を出すのが遅く、ヒカリを悩ませたが、ヒカリがその動作を受け入れて合わせ、変則的な攻撃法とすることで解決した。ポケモンコンテスト・グランドフェスティバルで、ポッチャマと共に決勝戦に出場した。サルビア王女の手持ちだったときに、ムサリーナ（ムサシ）のハブネークを破って優勝するなど能力は高い。サトシのムクホークと共に偵察の要員としても使われる。
PM2ではタケシに治療してもらった回想シーンのみ登場。
オープニングの「サイコー・エブリデイ!」の映像では、ヒカリのポケモンとして本編に先駆けて登場した。
- 使用技は「はどうだん」、「ゴッドバード」、「エアスラッシュ」、「しんぴのまもり」